# セント・ジャイルズ＝ウィズアウト＝クリップルゲート
セント・ジャイルズ＝ウィズアウト＝クリップルゲート (英: St Giles-without-Cripplegate) は、シティ・オブ・ロンドンにあるイギリス国教会の教会である。現在バービカン・エステート  (英語版) と言われる地域にあるフォア・ストリート (英語版) に位置しており、セント・ジャイルズ・チャーチ (St Giles' Church) 、またはセント・ジャイルズ・クリップルゲート (St Giles' Cripplegate) とも呼ばれる。
この教会は建てられたとき、クリップルゲート  (英語版) 近くに、ロンドン・ウォールなしの状態で、（つまり壁の外側に）立っていた。この教会は、乞食と障がい者の守護聖人、セント・ジャイルズに捧げられている。1666年のロンドン大火で焼失しなかった、シティ・オブ・ロンドンに残された数少ない中世の教会の一つである  。

## 歴史

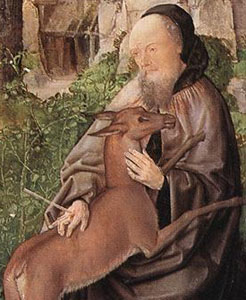
セント・ジャイルズ
1500年頃描かれた"Saint Giles and the Hind"の一部。ナショナル・ギャラリー所蔵

現在この教会がある場所には11世紀までサクソン人の教会が立っていたが、1090年頃ノルマン人により建て替えられた。1394年にはゴシック建築により再建され  、石塔は1682年に建てられた。
この教会は3回にわたって大火により大きなダメージを受けている。1545年と1897年  、それと1940年8月24日夜、第二次世界大戦のロンドン大空襲である。ドイツ軍の爆弾は教会を完全に破壊したが、1545年の再建の際の平面図を使って1966年に修復された  。
12個の鐘からなる新しい「ベルのリング」(Ring of bells)  (英語版) はミアーズ・アンド・ステインバンク社により1954年に鋳造され、2006年ホワイトチャペル・ベル・ファウンドリー社 (Whitechapel Bell Foundry)  (英語版) により補強された。
この教会は1950年1月4日に、指定建造物 1級 (Grade I) に指定された。

## 教会に関連した著名な人たち

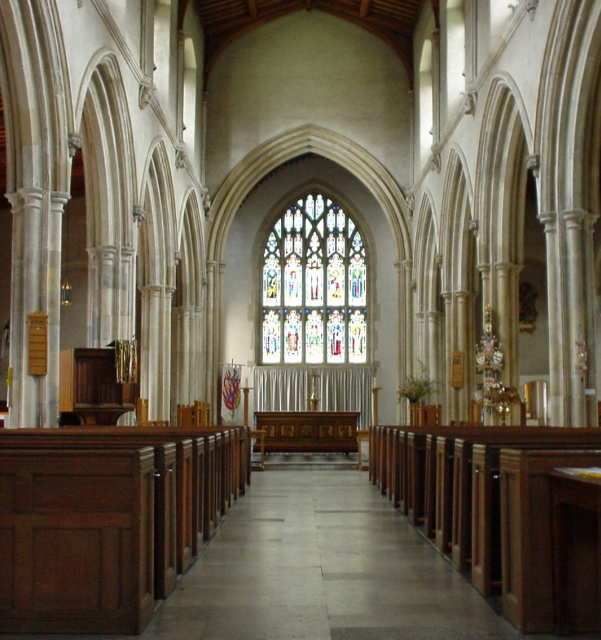
教会の内部

- ジョン・フィールド (英語版) - 1570年頃の副牧師 (curate) 。
- ジョン・フォクシー (英語版) - "Book of Martyrs" (英語版) で有名な作家。1587年に埋葬された。
- ロバート・クロウリー (英語版) - プロテスタントの教区牧師 (rector) 。1588年に埋葬された。
- トーマス・デロニー (英語版) - イギリスの作家。1586年に息子が洗礼を受けた。
- ロジャー・タウンゼント (英語版) - 1590年に埋葬された。
- ランセロット・アンドリュース (英語版) - ロバート・クロウリーの後の教区牧師。
- マーティン・フロビッシャー - アルマダの海戦でスペイン艦隊を撃退した私掠船船長。1594年に埋葬された。
- ナザニエル・イートン (英語版) - ハーバード大学初代校長。1610年に洗礼を受けた。
- オリバー・クロムウェル - イングランド共和国時代の軍人・護国卿。1620年に結婚式を挙げた。
- ニコラス・トーレイ (英語版) - イギリス・ルネサンス演劇の俳優。1623年6月23日に埋葬された。
- ジョン・スピード (英語版) - "Theatre of the Empire of Great Britain" の作者。1629年に埋葬された。
- ジョン・ミルトン - 「失楽園」の作者、1674年に埋葬された。
- ジョン・バニヤン - 「天路歴程」の作者。
- ダニエル・デフォー - 「ロビンソン・クルーソー」の作者。1731年に教区内で亡くなった。
- リック・ウェイクマン - キーボード奏者。この教会でレコーディングを行った[7]。(アルバム「ヘンリー八世の六人の妻」収録「ジェーン・シームーア」 ・アルバム「危機」収録「危機」)
- ジャック・ニッチェ - アメリカの作曲家。1972年にロンドン交響楽団とアルバム「セント・ジャイルズ・クリップルゲート」(Reprise Records) を制作した。

## レイアウト

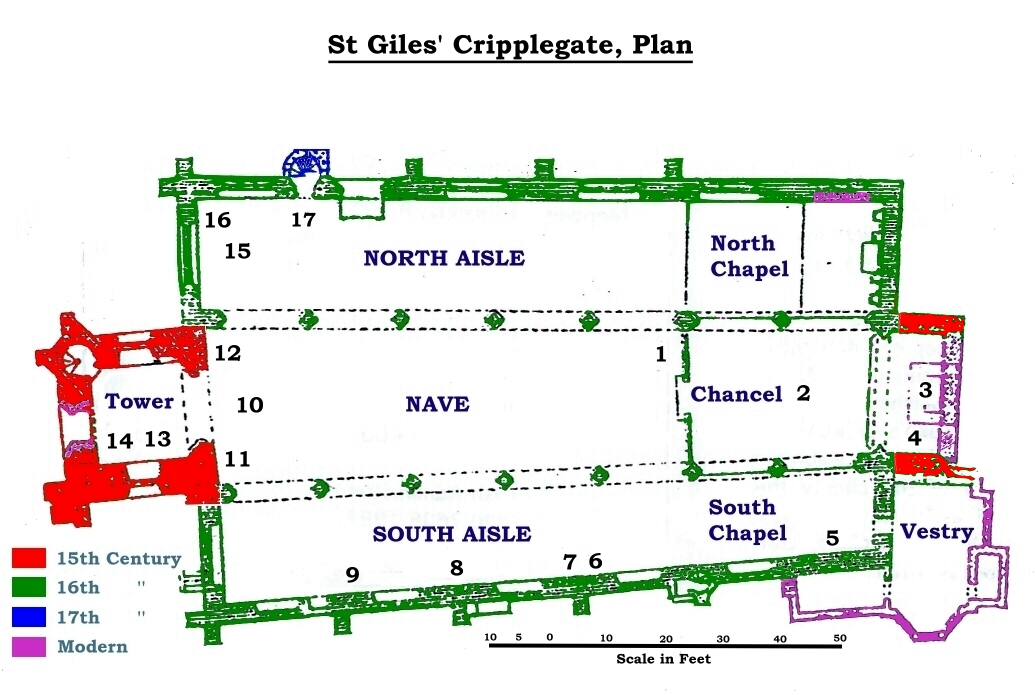
レイアウト図

1. ジョン・ミルトンがここに1674年に埋葬された。
2. セント・ルーク教会 (St Luke's) (英語版) の1960年代の地盤沈下により移設されてきた祭壇。
3. ニコルソン・スタジオ (Nicholson Studios) の設計により、中世の原型に基づいて設計された東の窓。
4. 中世教会建築様式によるセディリア (Sedilia) [注 5] (英語版) と、ピシーナ (Piscina) [注 6] (英語版)。
5. クリップルゲートの歴史的秘蔵品を収容した展示棚。
6. ジョン・フォクシーがここに埋葬されている。
7. マーティン・フロビッシャーを記念した銘板。
8. ジョン・スピードの胸像。
9. ジョン・ミルトンの像[8] 。
10. セント・ルーク教会から移設されたオルガン [9] 。
11. ダニエル・デフォーの胸像。
12. オリバー・クロムウェルとジョン・バニヤンの胸像。
13. セント・ルーク教会の最初の教区牧師 (rector) で、この教会の代理牧師 (vicar) だったウィリアム・ニコルス博士 (Dr. William Nicholls) (英語版) の肖像画。
14. カンタベリー大主教、ロンドン主教 (英語版) 、ジョン・ミルトン、オリバー・クロムウェル、マーティン・フロビッシャーの紋章が展示された西側窓。
15. セント・ルーク教会から移設された洗礼盤 (font) [注 7] 。
16. クリップルゲート財団 (The Cripplegate Foundation) 創設100周年を記念するクリップルゲート・ウィンドウ (The Cripplegate Window) 。
17. ロンドン市長ウィリアム・ステインズ (William Staines) (英語版) の胸像。